# Lista de clubes de futebol do Principado de Mônaco
Esta é uma lista de clubes de futebol no Principado de Mônaco. Até dezembro de 2012, existiam 64 equipes registradas.

## Clubs

### A
- A. Personnel Poste Monaco
- Anciens O.S. Monaco
- AS Monaco FC[1]  (único time profissional do principado)
- AS Poste Monaco
- Association Jeunesse et Sport des Monéghetti[2]
- Association Sportive Du Mentonnais[3]
- AST

### B
- Banque du Gothard
- Banque J. Safra
- BNP Paribas
- BPCA

### C
- Café de Paris
- Caisses Sociales MC
- Carabiniers du Prince
- Carrefour Monaco
- Casino Monte-Carlo
- CCF Cabinet Wolzok
- CFM Monaco
- CMB-SAMIC
- Cogenec CFM
- Crédit Foncier
- CTM

### D
- Décathlon

### E
- Entente Services Public
- Experian Scorex

### F
- Fonction Publique

### G
- GEM Bâtiment
- Grimaldi Forum

### H
- HBS
- Hôpital de Monaco
- HSBC Republic Bank

### I
- IM2S Football Team

### L
- Lancaster Group
- Loews Hotel

### M
- Mairie de Monaco
- Maison d'Arrêt
- Mecaplast Group
- Monaco Logistique
- Monaco Telecom Le Groupe
- Monte-Carlo Country Club

### O
- Office des Téléphones
- OSM Monacolor

### P
- Palais Princier
- Parkings Publics
- Poste

### R
- Radio Monte Carlo
- Ribeiro Freres
- Richelmi

### S
- SAMIC
- SDAU
- SBM Administration
- SBM Loews Jeux
- SBM Jeux
- SBM Slot Machines
- SIAMP CEDAP
- Silvatrim
- Single Buoy Moorings
- Slot San Casiono
- Slots Machines
- SMA
- Sofamo Biotherm
- Sun Casino
- Sapeurs Pompiers Monaco
- SUC
- Sûreté Publique

### T
- Theramex

### U
- UBS Monaco